# Acta Chemica Scandinavica
Acta Chemica Scandinavica (скорочено Acta Chem. Scand.) — рецензований науковий хімічний журнал, що виходив щомісяця між 1947 і 1999 роками.
У 1946 році національні хімічні товариства Данії, Фінляндії, Норвегії та Швеції заснували асоціацію видавців (Förlagsföreningen) Acta Chemica Scandinavica в рівних частках. Перше видання вийшло в 1947 році. Штаб-квартира асоціації була розташована в Шведському хімічному товаристві у Стокгольмі .
Між 1974 і 1988 роками журнал виходив двома серіями:
- Acta Chemica Scandinavica Ser. A (фізична та неорганічна хімія)
- Acta Chemica Scandinavica Ser. B (органічна хімія та біохімія)

Наприкінці 1999 року журнал було об’єднано з виданнями Королівського хімічного товариства Dalton Transactions, Perkin Transactions 1 і Perkin Transactions 2 і він більше не виходив під власною назвою. Згодом два журнали Perkin Transactions були об'єднані  журналом з Organic and Biomolecular Chemistry.
Повний текст вмісту Acta Chemica Scandinavica доступний безкоштовно.